# Starstreak
Le STARStreak est un système portatif de défense aérienne britannique utilisant des missiles à courte portée, conçu et produit à Belfast par Shorts Missile Systems, devenu depuis lors Thales Air Defence Limited, une filiale britannique du groupe Thales.

## Historique
En 1982, le ministère de la Défense britannique publie un cahier des charges (GSR 3979) visant à concevoir un missile sol-air léger et très véloce amené à compléter le missile Rapier et à remplacer les missiles à courte portée Blowpipe (en), les performances de ce dernier durant la guerre des Malouines s'étant avérées décevantes.
Le développement fut attribué en 1984 à deux sociétés : British Aerospace et Shorts Missile Systems. L'année suivante, British Aerospace présenta son missile Thunderbolt tandis que Short Missile Systems dévoila son missile Starstreak.
Après une série d'essais compétitifs, le Starstreak fut retenu et Short Missile Systems se vit attribuer un contrat de production en novembre 1986. S'ensuivit une phase de perfectionnement et d'essais qui durèrent jusqu'au milieu des années 1990. Il est rebaptisé ForceSHIELD par Thales.

### Emploi au combat
Il est utilisé pour la première fois au combat lors du conflit en Iraq de 2003.
Le 1er avril 2022, un Mi-28N de la force aérienne russe est abattu à Pervomaïsk par un tir ukrainien de Starstreak. La poutre de queue de l'hélicoptère est sectionnée lors de l'impact ; privé de son rotor de queue, l'engin entame alors une descente rapide en vrille.

## Caractéristiques

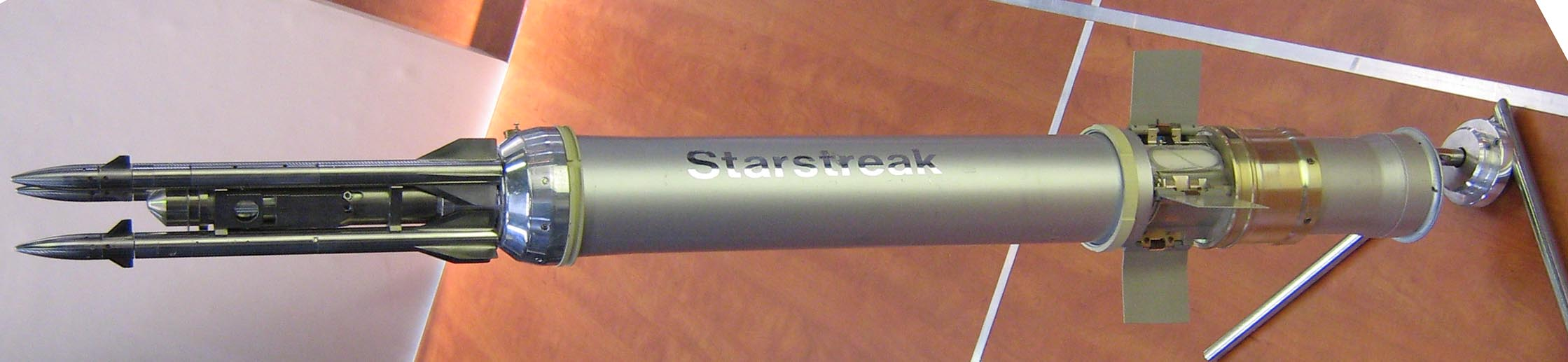
Photo du missile Starstreak, on peut apercevoir sa charge militaire composée de trois fléchettes explosives en tungstène.

Le missile a la particularité d'avoir une charge militaire comprenant trois sous-munitions guidées appelées hittiles, il s'agit de trois fléchettes explosives en tungstène à guidage par double laser, dont la faible puissance ne permettrait pas à l'appareil ciblé de les détecter. Ces dernières sont libérées du missile à plus de Mach 3, après extinction de son moteur de croisière. Elles volent alors en formation serrée, avec un écart d'1,5 m entre elles. Chacune des fléchettes pèse 900 g et contient 450 g d'explosif PBX-98. Sa portée est de 6 km. Son lanceur peut aussi prendre en charge le Martlet de Thales.

## Avantages
- Tir possible quasi-instantanément du fait de l'absence de verrouillage sur la cible et le délai que cela entraîne.
- Capacité d'engager des cibles ayant une très faible signature infrarouge telles que des drones[6].
- Vitesse de croisière très élevée lui permettant de rattraper sa cible très rapidement.
- Insensible au brouillage par leurres thermiques ou par brouilleur électro-optique.
- Possibilité d'engager des véhicules blindés légers en raison de la forte capacité de perforation des fléchettes.

## Inconvénients
- Le missile étant guidé par alignement, il n'a donc pas la capacité tire et oublie. Après lancement, la lunette de tir doit être pointée en permanence sur la cible.
- Les fléchettes ne possèdent pas de fusée de proximité, un coup au but est donc nécessaire pour garantir la destruction de l'aéronef.

## Utilisateurs
Royaume-Uni
- HVM SP –
- HVM LML

 Afrique du Sud
- LML – 8 LML lanceurs.

 Thaïlande
- Armée royale thaïlandaise – commandé en 2012

 Indonésie
- Armée de terre indonésienne – premières commandes en novembre 2011,

 Malaisie
- Forces armées malaisiennes – commandé en juillet 2015.

 Ukraine
- Forces armées de l'Ukraine – fournies en mars 2022 comme part de l'aide britannique lors de l'invasion de l'Ukraine par la Russie de 2022.

 Inde
- En 2021, Bharat Dynamics Limited signe un accord avec Thales UK pour proposer ce missile au gouvernement indien, dans le cadre de sa politique « Make in India », qui vise à bâtir une industrie de défense nationale afin de réduire la dépendance vis-à-vis des importations. Elles reçoivent une commande du ministère indien de la Défense, pour 200 lanceurs et 1 200 missiles début 2025.